# Lucy Staniforth
Lucy Elizabeth Staniforth (York, Inglaterra; 2 de octubre de 1992) es una futbolista inglesa. Juega de centrocampista y su equipo actual es el Aston Villa de la FA Women's Super League de Inglaterra. Es internacional con la selección de Inglaterra.

## Trayectoria

### Sunderland
Staniforth comenzó a jugar para el Sunderland a la edad de 16 años. En su primera temporada, fue fundamental para que su equipo ganara la División Norte de la Premier League y llegar a la final de la Copa Femenina FA 2009, donde fueron derrotadas por 2-1 por el Arsenal. La temporada siguiente, Staniforth fue una jugadora clave en el éxito de Sunderland, que terminó quinto en su primera temporada de regreso a la primera división.

### Lincoln Ladies

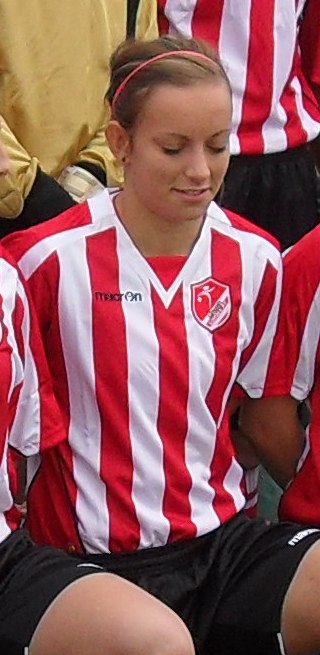
Staniforth con el Lincoln Ladies en septiembre de 2010.

Tras la fallida oferta de Sunderland para unirse a la FA WSL en 2010, Staniforth se unió al Lincoln Ladies. Fue titular en todos los partidos en su primera temporada en el club, anotando tres goles. El más notable de sus goles en su primera temporada en la Superliga Femenina llegó en el partido de visitante contra el Doncaster Belles. Staniforth llevó a su equipo al cuarto lugar en la liga.
En la temporada 2012, Staniforth mejoró sustancialmente su cuenta de goles, anotando en otras 6 ocasiones en todas las competiciones. Su equipo en quinto lugar en la tabla.

### Bristol City
En diciembre de 2012, Staniforth se unió al Bristol Academy. Anotó su primer gol para el club en el partido contra el Doncaster Rovers Belles, después de llevar el balón por más de 20 metros. En su primera temporada, Staniforth alcanzó la segunda final de la Women's FA Cup de su carrera. Durante el partido sufrió una grave lesión en la rodilla y tuvo que ser retirada. Después de poco tiempo en el club, Staniforth pasó el resto de la temporada recuperándose, con planes de regresar a tiempo para la temporada 2014. Bristol terminó la temporada subcampeón, perdiendo 2-0 en la última fecha de la temporada ante el campeón Liverpool.

### Liverpool
En febrero de 2014, Staniforth se unió al Liverpool, vigente campeón de la FA WSL, por una cantidad de cinco cifras. Staniforth sufrió una lesión durante la pretemporada, esta vez en el ligamento cruzado anterior de la otra pierna, lo que la dejó fuera de acción durante toda la temporada 2014. A pesar de la lesión de Staniforth, que la descartó durante todo el torneo, el Liverpool ganó el título FA WSL por segundo año consecutivo.

### Regreso a Sunderland
En enero de 2016, Staniforth dejó Liverpool y regresó a Sunderland con un contrato de dos años.
Tras la salida de Steph Bannon del club, Staniforth fue nombrada capitána del Sunderland en julio de 2017.  En la cuarta ronda de la Copa FA contra el Brighouse Town LFC, Lucy anotó un triplete en la segunda mitad, el primero de su carrera. En la temporada inaugural de Staniforth como capitana, fue premiada como Jugadora de la Temporada y nominada al Gol de la Temporada en los Premios de la FAWSL.

### Birmingham City
En 2018, se unió al Birmingham City. Después de dos temporadas, se retiró del club al vencer su contrato.

### Manchester United
El 9 de julio de 2020, Staniforth firmó un contrato de dos años con el Manchester United. Hizo su debut el 4 de octubre como suplente en el minuto 65 en la victoria 3-0 contra el Brighton & Hove Albion.

## Estadísticas

### Clubes
| Club              | País       | Año             |
| ----------------- | ---------- | --------------- |
| Sunderland        | Inglaterra | 2007 - 2010     |
| Lincoln Ladies    | Inglaterra | 2010 - 2012     |
| Bristol City WFC  | Inglaterra | 2012 - 2014     |
| Liverpool         | Inglaterra | 2014 - 2015     |
| Sunderland        | Inglaterra | 2016 - 2018     |
| Birmingham        | Inglaterra | 2018 - 2020     |
| Manchester United | Inglaterra | 2020 - 2023     |
| Aston Villa       | Inglaterra | 2023 - presente |

### Partidos y goles
Actualizado a los partidos jugados el 18 de diciembre de 2022
| Club              | Temporada        | Liga             | Liga     | Liga  | FA Cup nacionales(1) | FA Cup nacionales(1) | Copa de Liga nacionales 2(2) | Copa de Liga nacionales 2(2) | Europa internacionales(3) | Europa internacionales(3) | Total    | Total |
| Club              | Temporada        | División         | Partidos | Goles | Partidos             | Goles                | Partidos                     | Goles                        | Partidos                  | Goles                     | Partidos | Goles |
| ----------------- | ---------------- | ---------------- | -------- | ----- | -------------------- | -------------------- | ---------------------------- | ---------------------------- | ------------------------- | ------------------------- | -------- | ----- |
| Sunderland        | 2008–09          | WPL Northern     | 6        | 2     | 0                    | 0                    | 0                            | 0                            | –                         | –                         | 6        | 2     |
| Sunderland        | 2009–10          | WPL National     | 18       | 0     | 0                    | 0                    | 2                            | 1                            | –                         | –                         | 20       | 1     |
| Sunderland        | Total            | Total            | 24       | 2     | 0                    | 0                    | 2                            | 1                            | –                         | –                         | 26       | 3     |
| Lincoln Ladies    | 2011             | FA WSL           | 14       | 3     | 1                    | 0                    | 0                            | 0                            | –                         | –                         | 15       | 3     |
| Lincoln Ladies    | 2012             | FA WSL           | 14       | 3     | 1                    | 0                    | 4                            | 2                            | –                         | –                         | 19       | 5     |
| Lincoln Ladies    | Total            | Total            | 28       | 6     | 2                    | 0                    | 4                            | 2                            | –                         | –                         | 34       | 8     |
| Bristol Academy   | 2013             | FA WSL           | 3        | 1     | 2                    | 0                    | 3                            | 0                            | –                         | –                         | 8        | 1     |
| Liverpool         | 2014             | FA WSL           | 0        | 0     | 0                    | 0                    | 0                            | 0                            | –                         | –                         | 0        | 0     |
| Liverpool         | 2015             | FA WSL           | 11       | 0     | 0                    | 0                    | 6                            | 1                            | 2                         | 0                         | 17       | 1     |
| Liverpool         | Total            | Total            | 11       | 0     | 0                    | 0                    | 6                            | 1                            | 2                         | 0                         | 17       | 1     |
| Sunderland        | 2016             | FA WSL           | 12       | 0     | 3                    | 0                    | 1                            | 0                            | –                         | –                         | 16       | 0     |
| Sunderland        | 2017             | FA WSL           | 8        | 1     | 2                    | 2                    | –                            | –                            | –                         | –                         | 10       | 3     |
| Sunderland        | 2017–18          | FA WSL           | 17       | 3     | 2                    | 4                    | 5                            | 3                            | –                         | –                         | 24       | 10    |
| Sunderland        | Total            | Total            | 37       | 4     | 7                    | 6                    | 6                            | 3                            | –                         | –                         | 50       | 13    |
| Birmingham City   | 2018–19          | FA WSL           | 19       | 2     | 1                    | 0                    | 6                            | 2                            | –                         | –                         | 26       | 4     |
| Birmingham City   | 2019–20          | FA WSL           | 10       | 1     | 2                    | 2                    | 4                            | 2                            | –                         | –                         | 16       | 5     |
| Birmingham City   | Total            | Total            | 29       | 3     | 3                    | 2                    | 10                           | 4                            | –                         | –                         | 42       | 9     |
| Manchester United | 2020–21          | WSL              | 14       | 0     | 2                    | 1                    | 2                            | 0                            | –                         | –                         | 18       | 1     |
| Manchester United | 2021–22          | WSL              | 12       | 2     | 0                    | 0                    | 4                            | 0                            | –                         | –                         | 16       | 2     |
| Manchester United | 2022–23          | WSL              | 4        | 0     | 0                    | 0                    | 3                            | 0                            | –                         | –                         | 7        | 0     |
| Manchester United | Total            | Total            | 30       | 2     | 2                    | 1                    | 9                            | 0                            | –                         | –                         | 41       | 3     |
| Total de carrera  | Total de carrera | Total de carrera | 162      | 18    | 16                   | 9                    | 40                           | 11                           | 2                         | 0                         | 220      | 38    |